# Restaurant Kometen
Restaurant Kometen är en restaurang belägen på Vasagatan 58 i Göteborg, inom fastigheten Lorensberg 45:7.
Dagens restauranglokal utgjorde ursprungligen köket och matsalen i det kollektivhus som år 1931 stod färdigt på adressen. År 1938 togs en entré upp mot gatan och restaurangen öppnades för allmänheten.
År 1934 hade rörelsen övertagits av den österrikiske musikern Hans Breitneder med hustrun Rosa Breitneder samt hustruns syster Margareta Vogl, som skulle komma att driva den fram till Hans Breitneders död 1962. Därefter innehades den av Solvig Magnusson fram till hennes död vid 91 års ålder år 2008. Sedermera övertogs verksamheten av krögarna Leif Mannerström samt bröderna Christer och Ulf Johansson, som drev den åren 2009–2017.
Matsedeln är inriktad mot det svenska köket. Kometen är känd som en författar- och konstnärskrog.
Varje termin delas Kometenstipendiet ut till någon som har gjort en behjärtansvärd insats för Sahlgrenska akademins studentkår. Stipendiaten får äta gratis på restaurangen två gånger i veckan.